# 密宗威龙
《密宗威龍》（英語：The Tantana），1991年7月27日在英屬香港上映的藏傳佛教背景動作電影。

## 劇情
西藏密宗的黄教和黑教之间结怨已深。黄教的班禅会投胎成为灵童，黑教则转世为逆天童，黑教逆天童已长大成人，誓报深仇并将攻占布达拉宫。适逢黄教得道弟子出外云游，欲寻转世灵童。其中的晓云大师闻得风声，欲赶回宫内报讯，不料途中遭逆天童毒手，烘成干尸送到布达拉宫。班禅与密月见状，施法使干尸开口道出逆天童野心，于是班禅命密月出宫寻找后者师兄赤飞。逆天童知情，便亲率四大护法跟踪，想从中破坏黄教寻找灵童之事。密月在寻访期间，巧遇街头顽童阿龍，西藏女孩和赤飞的弟子。阿龍三人成天玩耍，欺哄拐骗样样精通，但生性却是善良灵巧。
结识后，密月便领着三人去访赤飞，赤飞、密月兄弟二人，心中相惜，却嘴上斗气。相见之后，不改旧习，此时逆天童也已率四大护法抵此，于是双方起了冲突，密月与逆天过招后，死于毒手。死前才知道阿龍即是黄教所要寻找的灵童，赤飞见师弟回天乏术，便指点三人前去造访师父，师父是一名还老返童，法力无边的老顽童。赤飞从小怕他，故避不见面。三人抵达山上与老师父沟通后，后者决定传授特异功能给灵童。未久，学成下山，返回布达拉宫。此时逆天童已在布达拉宫大开杀戒，灵童等人回去后，双方对阵，展开一场生死激斗。

## 主演
| 姓名   | 角色             | 備註 |
| ------ | ---------------- | ---- |
| 錢嘉樂 | 戴守龍（靈童）   |      |
| 林正英 | 密月大師         |      |
| 午馬   | 密日大師（赤飛） |      |
| 洪金寶 | 迦纳大師         |      |
| 孟海   | 靈海             |      |
| 盧惠光 | 逆天童           |      |
| 張靜如 | 華女             |      |
| 張嘉年 | 曉雲大師         |      |
| 原森   | 班禪             |      |
| 楊雄   |                  |      |

## 外部連結
- 開眼電影網上《密宗威龙》的資料（繁體中文）
- 豆瓣电影上《密宗威龙》的資料 （简体中文）
- 时光网上《密宗威龙》的資料（简体中文）
- AllMovie上《密宗威龙》的资料（英文）
- 香港影庫上《密宗威龙》的資料（繁體中文）
- 互联网电影数据库（IMDb）上《密宗威龙》的资料（英文）